# Holden Caulfield
Holden Caulfield (nascido por volta de 1933) é o protagonista e narrador fictício, adolescente de família abastada, do romance de 1951 The Catcher in the Rye (no Brasil, "O apanhador no campo de centeio"), de autoria do norte-americano J. D. Salinger. Desde a publicação do livro, Holden se tornou um símbolo em seu país para rebeldia e angústia adolescentes, e se estabeleceu como um dos mais importantes personagens da literatura norte-americana do século XX.
Apesar de ter havido conjecturas de que J. D. Salinger compôs o nome do personagem a partir dos atores protagonistas do filme de 1947 Dear Ruth - William Holden e Joan Caulfield - a primeira história de Salinger com o nome "Holden Caulfield" foi "I'm Crazy", publicada em 22 de dezembro de 1945 na revista Collier's, e também aparece num conto inédito do autor em 1942.

## Aparência e personalidade
Holden Caufield é ingênuo e ao mesmo tempo ressentido do mundo adulto. Uma das mais marcantes e notáveis características do personagem é a sua poderosa repulsa por falsidade (chamado de "phony" em inglês, que ele usa para todo tipo de hipocrisia que lhe irrita). Essa atitude cínica o mantém afastado por iniciativa própria de outras pessoas. Apesar do forte desdém que Holden sente pela falsidade e fraude alheia, ele próprio demonstra algumas dessas atitudes, tornando-o um tipo de personagem trágico. Holden é muitas vezes contraditório. Ele é alto para idade e exibe alguns fios de cabelo grisalho - mas admite agir mais como um menino de 13 anos de idade do que um adulto. Por sua personalidade muitas vezes infantil ele aparenta se dar melhor com crianças ao invés de adultos (como mostrado em seu relacionamento com sua irmã). Ele continuamente fracassa nas aulas e chama a si mesmo de "burro" ("dumb") ainda que demonstre inteligência pela sua narração excepcionalmente bem articulada.

## EmThe Catcher in the Rye
Holden Caulfield é o narrador e o principal personagem de The Catcher in the Rye. O romance reconta a semana de Holden na cidade de Nova Iorque durante as férias natalinas e após sua expulsão da Pencey Prep, uma escola preparatória livremente baseada na frequentada por Salinger (a Academia Militar do Valley Forge). Ele conta sua história de um hospital na Califórnia de uma forma cínica e cansada, muitas vezes xingando e dizendo termos profanos.

## Em outros trabalhos
O personagem, usando o nome Holden Morrisey Caulfield, aparece em "Slight Rebellion off Madison",publicado em 21 de dezembro de 1946 na revista The New Yorker. Uma versão primitiva dessa história, com o título "Are You Banging Your Head Against a Wall?" foi admitida para publicação pelo The New Yorker em outubro de 1941, mas acabou por não ser impressa porque os editores acharam o tom muito desolador para os leitores. A versão editada para conto se tornou a base de muitos capítulos do meio e final de The Catcher in the Rye nas partes em que Caulfield lida com seu encontro com Sally Hayes, quando confessa seu desejo de fugir com ela, se encontra com Carl Luce para beber e liga bêbado para a casa de Hayes. Ao contrário da sequência similar lida no romance, quando Caufield está nas férias natalinas, no conto o interlúdio com Sally se dá em meio a duas ocorrências. O encontro com Carl Luce é bem mais breve do que no romance.
Caulfield também aparece como personagem no conto "I'm Crazy", publicado na revista Colliers de 22 de dezembro de 1945, e acompanhado de outros membros da família Caulfield em "Last Day of the Last Furlough", publicado em The Saturday Evening Post de 15 de julho de 1944 e nos contos inéditos "The Last and Best of the Peter Pans" (cerca de 1942) e "The Ocean Full of Bowling Balls" (cerca de 1945). "I'm Crazy" é bem semelhante ao primeiro capítulo de The Catcher in the Rye. A narrativa começa com Caulfield em pé numa colina de "Pencey Prep" assistindo a um jogo de futebol americano, e se desenvolve com a visita ao professor de História, Senhor Spencer, para uma conversa sobre a expulsão da escola e o futuro do rapaz. Muitos outros detalhes são coincidentes com o primeiro capítulo de Catcher, incluindo uma referência a mãe de um dos alunos e a sua própria mãe que lhe enviou como presente um par de patins de gelo, mas o conto termina com a volta ao lar e não a fuga da escola. Ao chegar em casa não é mostrado o confronto com os pais que, de acordo com a empregada, estariam jogando cartas. Ele vai então falar com Phoebe. O diálogo deles é semelhante ao que ocorre no último capítulo de The Catcher in the Rye. Outra notabilidade do conto é que a irmã Viola tem a primeira e única menção na saga da família Caulfield.
"This Sandwich Has No Mayonnaise" (Esquire, 1945) revela que Holden foi dado como desaparecido em ação durante a Segunda Guerra Mundial.

## Família Caulfield em outros trabalhos
"Last Day of the Last Furlough" relata o último dia de Babe Gladwaller antes de ir para a Segunda Guerra Mundia. Gladwaller passa parte do dia com sua irmã menor antes de Vincent Caulfield (renomeado de D.B. no romance) chegar. Naquele momento Vincent é um camarada soldado prestes a partir para a Guerra. Vincent avisa que seu irmão, Holden, foi declarado desaparecido em missão. A relação de Gladwaller com a irmã mais nova é semelhante a de Caulfield com Phoebe.
"The Last and Best of the Peter Pans" relata a história da mãe de Vincent (D.B.) que esconde o questionário de alistamento militar dele. Os eventos ocorrem após a morte de Kenneth (mais tarde renomeado para Allie) e revela a ansiedade de Mary Moriarity, uma atriz e mãe de Caulfield. A história é notável pelas declarações de Phoebe e Vincent sobre uma criança brincando a beira de um abismo.
Em "The Ocean Full of Bowling Balls", Vincent (D.B.) reconta o dia em que seu irmão Kenneth (Allie) morre. A história se passa no lar de verão dos Caulfield em Cape Cod. Muitos detalhes ficaram do jeito descrito em Catcher, incluindo a descrição de Allie; a poesia de Allie inscrita na luva da mão esquerda de basebal; a namorada de Vincent, Helen, que mantém seus reis na fileira de trás (como Jane Gallagher); e visão crítica dos Caulfield dos outros. Enquanto a causa da morte em "Catcher" foi leucemia, aqui é referido um problema cardíaco não especificado. Próximo do fim da história, Kenneth e Vincent estão na praia. Kenneth decide nadar e é nocauteado por uma onda. Holden, vindo para casa do acampamento, está à espera na varanda com suas malas quando Vincent chega carregando o inconsciente Kenneth. Kenneth morre naquela mesma noite. A história foi registrada como vendida para uma revista, mas foi pega de volta por Salinger antes da publicação.
Outro conto que se relaciona com os Caulfields foi "The Boy in the People Shooting Hat", apresentado algumas vezes para o The New Yorker entre 1948 e 1949 mas nunca publicado. Aborda a luta entre personagens chamados Bobby e Stradlater e os sentimentos de Bobby em relação a Jane Gallagher. Essa história parece servir de base para muitas passagens-chave dos primeiros capítulos de The Catcher in the Rye.
Em Seymour: An Introduction um Curtis Caulfield é mencionado de passagem como "um excepcionalmente inteligente e agradável menino" que apareceu no mesmo programa de rádio de Seymour e o outro filho da família Glass. Curtis é descrito como "morto durante desembarque no Pacífico".

## Impacto cultural
Holden Caulfield é um dos personagens mais marcantes da ficção estadunidense do século XX. Foi sugerido que o próprio Salinger tivesse tanto em comum com Holden que o protegia e isto era a razão dele não liberá-lo para adaptações em livros ou ser escrito por outros autores
- The Catcher in the Rye é leitura recomendada em muitas escolas secundárias de língua inglesa, apesar de banido em algumas bibliotecas estudantis por grupos de pais e mestres, contrários ao uso de termos profanos e glorificação da rebeldia.
- Holden foi a influência na vida de Mark Chapman,[5] o desequilibrado ex-fã dos Beatles que assassinou John Lennon em 1980.
- Na série Family Guy - episódio "Jerome Is the New Black", o personagem Brian é referido a Caulfield por ter personalidade pretensiosa e imatura, por Quagmire, que descreve Caulfield como uma "criança mimada". Um personagem sem nome obcecado por "fraudes" (phoniness) também aparece no programa, no episódio The Kiss Seen Around the World pichando "PHONY" no carro de Peter após tê-lo visto fingindo tocar piano numa loja de brinquedos. Esse personagem é creditado como "Holden Caulfield" nos letreiros do programa.[6]
- No disco do Green Day Kerplunk (1992), foi incluída uma canção chamada "Who Wrote Holden Caulfield?"
- No disco de Screeching Weasel, How to Make Enemies and Irritate People, existe uma canção chamada "I Wrote Holden Caulfield".
- Na tira de quadrinhos Frazz, o melhor amigo de Frazz é um menino de 8 anos de idade chamado Caulfield, que alude a Holden Caulfield por sempre ler livros acima do seu ano escolar, tais como Catch-22 e O velho e o mar. Ele também faz perguntas difíceis nas aulas (como por exemplo (tradução livre):  "Se os cavalos realmente não ligassem para esporas, por que são mantidos en cercas de arame farpado?").
- Em South Park, episódio "The Tale of Scrotie McBoogerballs", a classe do quarto ano se candidata para ler o romance, pois ficaram interessados quando ouviram que apenas recentemente fora tirado da lista dos livros banidos. Contudo, os meninos não entendem a controvérsia sobre o livro, daí se motivam para fazer seu próprio romance vulgar e ofensivo para entrar para a lista de livros banidos.
- Na comédia de humor negro de 2002 The Good Girl, o protagonista do filme, Thomas "Holden" Worther (interpretado por Jake Gyllenhaal), constantemente está com o nariz enfiado em “The Catcher in the Rye” e declara que sua própria vida é similar a de Holden Caulfield.
- A canção de Streetlight Manifesto "Here's to Life", menciona Holden Caulfield como uma das muitas pessoas suicidas incluída na letra.
- O personagem de Ben Affleck no filme de Kevin Smith Chasing Amy é chamado Holden em relação a Holden Caulfield.
- No romance Grow Up, o protagonista, Jasper, afirma "Eu sou Holden Caulfield, apenas menos imprudente e mais atraente".[7]
- No livro Os 13 Porquês, o protagonista Clay Jensen diz que se autodescreveu em um encontro como se fosse o prório Holden Caulfield.
- Ele foi parodiado pelo Ian Fleming no 007.[8][9]

A banda Dance of Days tem uma música chamada Caulfield, que retrata ocorridos no livro.